# Garthambrus cidaris
Garthambrus cidaris is een krabbensoort uit de familie van de Parthenopidae. De wetenschappelijke naam van de soort is voor het eerst geldig gepubliceerd in 1995 door Garth & Davie.